# Benjamin Prüfer
 Benjamin Prüfer (* 1979 in Darmstadt) ist ein deutscher Journalist und Autor. Er ist der Bruder des Journalisten Tillmann Prüfer und Urenkel des Missionars Bruno Gutmann.

## Leben
Prüfer wurde bekannt durch ein Buch, das seine eigene Geschichte schildert: In Phnom Penh lernte er 2003 die Kambodschanerin Sreykeo kennen. Er verliebte sich in sie, es stellte sich heraus, dass sie ihr Geld als Prostituierte verdiente und zudem HIV-positiv war.
Sie heirateten 2006 in Phnom Penh und zogen nach Hamburg, wo Prüfer als Journalist bei der Financial Times Deutschland arbeitete. 2009 siedelten sie nach Kambodscha um. Der Film Same Same But Different (2009) schildert ihre Lebensgeschichte. Sie haben drei gemeinsame Söhne und eine Adoptivtochter. Während seines Aufenthalts in Kambodscha war Prüfer unter anderem für die deutsche Ausgabe der Huffington Post tätig. Seit 2018 lebt die Familie wieder in Deutschland, in Prüfers Geburtsstadt Darmstadt.

## Publikationen
- Wohin Du auch gehst: Die Geschichte einer fast unmöglichen Liebe. Scherz, Frankfurt am Main 2007, ISBN 3-502-15088-5. (Neuauflage als: Same Same But Different. Fischer-Taschenbuch, Frankfurt am Main 2010, ISBN 978-3-596-18760-7.)
- (mit Tillmann Prüfer): Mein Bruder: Idol – Rivale – Verbündeter. Scherz, Frankfurt am Main 2009, ISBN 978-3-502-15169-2.
- Sông từng ngày [Hà Nôi]: Nhã Nam, 2009
- Gebrauchsanweisung für Vietnam, Laos und Kambodscha. Piper, München 2011, ISBN 978-3-492-27602-3.
- (mit Ruth Prüfer): Mathe für Mamas und Papas: So helfen Sie Ihrem Kind beim Lernen. Knauer-Taschenbuch, München 2014, ISBN 978-3-426-78628-4.
- (mit Ruth Prüfer): Mathe für Mamas und Papas: So helfen Sie Ihrem Kind durch die Klassen 5-9. Knauer-Taschenbuch, München 2018, ISBN 978-3-426-78849-3.